# ويكيبيديا المنغولية
ويكيبيديا المنغولية (بالمنغولية: Монгол Википедиа)‏ هي النسخة المنغولية من موسوعة ويكيبيديا انطلقت في 28 فبراير 2004، وفي 22 مارس 2025 وصل عدد مقالاتها إلى 25٬277، وبعدد 95٬432 عضو مسجل و1٬336 ملف مرفوع و4 إداريين.